# Listă de filme produse de Metro Pictures
Metro Pictures Corporation a fost un studio de film fondat la începutul anului 1915 în Statele Unite. A fost un precursor al Metro-Goldwyn-Mayer.  Aceasta este o listă de filme produse de Metro Pictures:

## Anii 1910
| Premiera           | Film                        | Note/Referințe                           |
| ------------------ | --------------------------- | ---------------------------------------- |
| 2 august 1915      | Sealed Valley               | Primul film produs de Metro              |
| 15 noiembrie 1917  | Draft 258                   | [ 3 ]                                    |
| 12 noiembrie 1917  | Outwitted                   | [ 4 ]                                    |
| 10 decembrie 1917  | Blue Jeans                  | [ 5 ]                                    |
| 16 iulie 1917      | The Slacker                 | [ 6 ]                                    |
| 5 noiembrie 1917   | The Outsider                | [ 7 ]                                    |
| 27 august 1917     | To the Death                | [ 8 ]                                    |
| 4 iunie 1917       | Lady Barnacle               | [ 9 ]                                    |
| 17 septembrie 1917 | Their Compact               | [ 10 ]                                   |
| 29 octombrie 1917  | The Adopted Son             | [ 11 ]                                   |
| 10 septembrie 1917 | The Lifted Veil             | [ 12 ]                                   |
| 6 august 1917      | The Jury of Fate            | [ 13 ]                                   |
| 8 noiembrie 1917   | Life's Whirlpool            | [ 14 ]                                   |
| 10 decembrie 1917  | Alias Mrs. Jessop           | [ 15 ]                                   |
| 17 decembrie 1917  | An American Widow           | [ 16 ]                                   |
| 21 mai 1917        | The Beautiful Lie           | [ 17 ]                                   |
| 17 septembrie 1917 | A Sleeping Memory           | [ 18 ]                                   |
| 31 decembrie 1917  | The Avenging Trail          | [ 19 ]                                   |
| 26 noiembrie 1917  | The Eternal Mother          | [ 20 ]                                   |
| 10 decembrie 1917  | The Greatest Power          | [ 21 ]                                   |
| 24 septembrie 1917 | The Silence Sellers         | [ 22 ]                                   |
| 28 mai 1917        | The Duchess of Doubt        | [ 23 ]                                   |
| 22 octombrie 1917  | More Truth Than Poetry      | [ 24 ]                                   |
| 13 august 1917     | The Girl Without a Soul     | [ 25 ]                                   |
| 19 noiembrie 1917  | The Voice of Conscience     | [ 26 ]                                   |
| 24 decembrie 1917  | Red, White and Blue Blood   | [ 27 ]                                   |
| 28 ianuarie 1918   | Her Boy                     | [ 28 ]                                   |
| 25 februarie 1918  | Revenge                     | [ 29 ]                                   |
| 7 ianuarie 1918    | Daybreak                    | [ 30 ]                                   |
| 18 martie 1918     | The Claim                   | [ 31 ]                                   |
| 22 iulie 1918      | The Demon                   | [ 32 ]                                   |
| 17 februarie 1918  | Revelation                  | [ 33 ]                                   |
| 1 iulie 1918       | Opportunity                 | [ 34 ]                                   |
| 24 iunie 1918      | A Man's World               | [ 35 ]                                   |
| 8 iulie 1918       | No Man's Land               | [ 36 ]                                   |
| 24 iunie 1918      | The Only Road               | [ 37 ]                                   |
| 25 martie 1918     | Breakers Ahead              | [ 38 ]                                   |
| 12 august 1918     | In Judgement Of             | [ 39 ]                                   |
| 7 octombrie 1918   | Secret Strings              | [ 40 ]                                   |
| 4 martie 1918      | The Shell Game              | [ 41 ]                                   |
| 11 martie 1918     | The Brass Check             | [ 42 ]                                   |
| 30 decembrie 1918  | Her Inspiration             | [ 43 ]                                   |
| 14 octombrie 1918  | His Bonded Wife             | [ 44 ]                                   |
| 4 februarie 1918   | Under Suspicion             | [ 45 ]                                   |
| 16 septembrie 1918 | Kildare of Storm            | [ 46 ]                                   |
| 29 iulie 1918      | A Pair of Cupids            | [ 47 ]                                   |
| 23 decembrie 1918  | The Poor Rich Man           | [ 48 ]                                   |
| 2 septembrie 1918  | The Silent Woman            | [ 49 ]                                   |
| 17 iunie 1918      | The House of Gold           | [ 50 ]                                   |
| 6 aprilie 1918     | Social Hypocrites           | [ 51 ]                                   |
| 10 iunie 1918      | Social Quicksands           | [ 52 ]                                   |
| 30 septembrie 1918 | Unexpected Places           | [ 53 ]                                   |
| 16 decembrie 1918  | Sylvia on a Spree           | [ 54 ]                                   |
| 14 ianuarie 1918   | The Winding Trail           | [ 55 ]                                   |
| 12 august 1918     | Flower of the Dusk          | [ 56 ]                                   |
| 5 august 1918      | The House of Mirth          | [ 57 ]                                   |
| 9 septembrie 1918  | Our Mrs. McChesney          | [ 58 ]                                   |
| 23 septembrie 1918 | The Return of Mary          | [ 59 ]                                   |
| 18 februarie 1918  | A Weaver of Dreams          | [ 60 ]                                   |
| 21 ianuarie 1918   | The Eyes of Mystery         | [ 61 ]                                   |
| 1918               | The Legion of Death         | [ 62 ]                                   |
| 29 aprilie 1918    | Riders of the Night         | [ 63 ]                                   |
| 22 aprilie 1918    | Treasure of the Sea         | [ 64 ]                                   |
| 13 mai 1918        | Cyclone Higgins, D.D.       | [ 65 ]                                   |
| 25 noiembrie 1918  | Five Thousand an Hour       | [ 66 ]                                   |
| 9 decembrie 1918   | Hitting the High Spots      | [ 67 ]                                   |
| 15 iulie 1918      | A Successful Adventure      | [ 68 ]                                   |
| 6 mai 1918         | The Trail to Yesterday      | [ 69 ]                                   |
| 20 mai 1918        | The Winning of Beatrice     | [ 70 ]                                   |
| 15 aprilie 1918    | With Neatness and Dispatch  | [ 71 ]                                   |
| 26 august 1918     | Boston Blackie's Little Pal | [ 72 ]                                   |
| 2 decembrie 1918   | The Testing of Mildred Vane | [ 73 ]                                   |
| 3 februarie 1919   | Faith                       | [ 74 ]                                   |
| 9 iunie 1919       | Some Bride                  | [ 75 ]                                   |
| 1 ianuarie 1919    | The Great Victory           | [ 76 ]                                   |
| 19 ianuarie 1919   | The Great Romance           | [ 77 ]                                   |
| 23 februarie 1919  | Shadows of Suspicion        | [ 78 ]                                   |
| 1 aprilie 1919     | A Man of Honor              | [ 79 ]                                   |
| 4 mai 1919         | The Red Lantern             | [ 80 ]                                   |
| 6 iulie 1919       | The Man Who Stayed at Home  | [ 81 ]                                   |
| 1 septembrie 1919  | The Brat                    | [ 82 ]                                   |
| 1 octombrie 1919   | Lombardi, Ltd.              | [ 83 ]                                   |
| 25 octombrie 1919  | Please Get Married          | [ 84 ]                                   |
| 1 noiembrie 1919   | Fair and Warmer             | [ 85 ]                                   |
| 28 decembrie 1919  | Should a Woman Tell?        | [ 86 ]                                   |
| 26 mai 1919        | Full of Pep                 | [ 87 ]                                   |
| 21 iulie 1919      | The Microbe                 | [ 88 ]                                   |
| 6 ianuarie 1919    | The Spender                 | [ 89 ]                                   |
| 24 martie 1919     | That's Good                 | [ 90 ]                                   |
| 20 ianuarie 1919   | The Divorcee                | [ 91 ]                                   |
| 7 iulie 1919       | God's Outlaw                | [ 92 ]                                   |
| 3 martie 1919      | Satan Junior                | [ 93 ]                                   |
| 6 ianuarie 1919    | The Gold Cure               | [ 94 ]                                   |
| 30 iunie 1919      | The Uplifters               | [ 95 ]                                   |
| 2 iunie 1919       | Almost Married              | [ 96 ]                                   |
| 21 aprilie 1919    | False Evidence              | [ 97 ]                                   |
| 19 mai 1919        | The Lion's Den              | [ 98 ]                                   |
| 8 februarie 1919   | Out of the Fog              | [ 99 ]                                   |
| 10 martie 1919     | Blind Man's Eyes            | [ 100 ]                                  |
| 18 august 1919     | The Four Flusher            | [ 101 ]                                  |
| 12 mai 1919        | Castles in the Air          | [ 102 ]                                  |
| 4 august 1919      | Easy To Make Money          | [ 103 ]                                  |
| 27 ianuarie 1919   | In for Thirty Days          | [ 104 ]                                  |
| 17 februarie 1919  | Johnny-on-the-Spot          | [ 105 ]                                  |
| 28 aprilie 1919    | After His Own Heart         | [ 106 ]                                  |
| 18 august 1919     | A Favor to a Friend         | [ 107 ]                                  |
| 10 februarie 1919  | As the Sun Went Down        | [ 108 ]                                  |
| 14 aprilie 1919    | Blackie's Redemption        | [ 109 ]                                  |
| 31 martie 1919     | The Parisian Tigress        | [ 110 ]                                  |
| 16 iunie 1919      | Fools and Their Money       | [ 111 ]                                  |
| 17 martie 1919     | The Way of the Strong       | [ 112 ]                                  |
| 14 iulie 1919      | In His Brother's Place      | [ 113 ]                                  |
| 7 aprilie 1919     | The Island of Intrigue      | [ 114 ]                                  |
| 28 aprilie 1919    | The Amateur Adventuress     | Posibil să fi fost lansat pe 5 mai 1919. |
| 28 iulie 1919      | The Belle of the Season     | [ 116 ]                                  |
| 24 februarie 1919  | Peggy Does Her Darndest     | [ 117 ]                                  |
| 23 iunie 1919      | One-Thing-at-a-Time O'Day   | [ 118 ]                                  |

## Anii 1920
| Premiera           | Film                                | Note/Referințe                                                                  |
| ------------------ | ----------------------------------- | ------------------------------------------------------------------------------- |
| 27 septembrie 1920 | Clothes                             | [ 119 ]                                                                         |
| 7 septembrie 1920  | The Hope                            | [ 120 ]                                                                         |
| 1920               | The Saphead                         | [ 121 ]                                                                         |
| 25 octombrie 1920  | Body and Soul                       | [ 122 ]                                                                         |
| 2 august 1920      | Held in Trust                       | [ 123 ]                                                                         |
| 1 noiembrie 1920   | The Fatal Hour                      | [ 124 ]                                                                         |
| 1920               | Love's Triumph                      | Nu e sigur dacă a fost lansat vreodată, ar putea fi Should a Woman Tell? (1919) |
| 19 iulie 1920      | The Misfit Wife                     | [ 126 ]                                                                         |
| 1920               | Burning Daylight                    | [ 127 ]                                                                         |
| 27 decembrie 1920  | Cinderella's Twin                   | [ 128 ]                                                                         |
| 13 decembrie 1920  | Hearts are Trumps                   | [ 129 ]                                                                         |
| 29 noiembrie 1920  | Polly With a Past                   | [ 130 ]                                                                         |
| 8 noiembrie 1920   | Are All Men Alike?                  | [ 131 ]                                                                         |
| 20 decembrie 1920  | The Misleading Lady                 | [ 132 ]                                                                         |
| 15 noiembrie 1920  | Someone in the House                | [ 133 ]                                                                         |
| 1920               | Alias Jimmy Valentine               | [ 134 ]                                                                         |
| 13 septembrie 1920 | The Price of Redemption             | [ 135 ]                                                                         |
| 5 iulie 1920       | Parlor, Bedroom and Bath            | [ 136 ]                                                                         |
| 16 august 1920     | The Chorus Girl's Romance           | [ 137 ]                                                                         |
| 16 august 1921     | Big Game                            | [ 138 ]                                                                         |
| 1921               | Coincidence                         | [ 139 ]                                                                         |
| 31 octombrie 1921  | Ladyfingers                         | [ 140 ]                                                                         |
| 4 iulie 1921       | The Man Who                         | [ 141 ]                                                                         |
| 7 martie 1921      | Extravagance                        | [ 142 ]                                                                         |
| 20 iunie 1921      | Fine Feathers                       | [ 143 ]                                                                         |
| 26 decembrie 1921  | The Idle Rich                       | [ 144 ]                                                                         |
| 23 mai 1921        | The Last Card                       | [ 145 ]                                                                         |
| 18 iulie 1921      | Over the Wire                       | [ 146 ]                                                                         |
| 7 februarie 1921   | Passion Fruit                       | [ 147 ]                                                                         |
| 25 aprilie 1921    | Uncharted Seas                      | [ 148 ]                                                                         |
| 28 martie 1921     | Puppets of Fate                     | [ 149 ]                                                                         |
| 31 octombrie 1921  | Alias Ladyfingers                   | [ 150 ]                                                                         |
| 21 ianuarie 1921   | The Greater Claim                   | [ 151 ]                                                                         |
| 1 august 1921      | Life's Darn Funny                   | [ 152 ]                                                                         |
| 10 ianuarie 1921   | The Lure of Youth                   | [ 153 ]                                                                         |
| 21 ianuarie 1921   | The Match-Breaker                   | [ 154 ]                                                                         |
| 5 septembrie 1921  | A Trip to Paradise                  | [ 155 ]                                                                         |
| 11 aprilie 1921    | A Message from Mars                 | [ 156 ]                                                                         |
| 1 mai 1921         | The Little Fool                     | [ 157 ]                                                                         |
| 28 noiembrie 1921  | The Hunch                           | [ 158 ]                                                                         |
| 21 noiembrie 1921  | The Conquering Power                | [ 159 ]                                                                         |
| 12 decembrie 1921  | The Hole in the Wall                | [ 160 ]                                                                         |
| 31 ianuarie 1921   | The Off-Shore Pirate                | [ 161 ]                                                                         |
| 14 noiembrie 1921  | There Are No Villains               | [ 162 ]                                                                         |
| 17 octombrie 1921  | The Infamous Miss Revell            | [ 163 ]                                                                         |
| 17 ianuarie 1921   | The Marriage of William Ashe        | [ 164 ]                                                                         |
| 6 martie 1921      | The Four Horsemen of the Apocalypse | [ 165 ]                                                                         |
| 20 mai 1922        | Hate                                | [ 166 ]                                                                         |
| 3 aprilie 1922     | Kisses                              | [ 167 ]                                                                         |
| 6 martie 1922      | Glass Houses                        | [ 168 ]                                                                         |
| 23 octombrie 1922  | June Madness                        | [ 169 ]                                                                         |
| 26 iunie 1922      | Sherlock Brown                      | [ 170 ]                                                                         |
| 8 ianuarie 1922    | Little Eva Ascends                  | [ 171 ]                                                                         |
| 20 martie 1922     | I Can Explain                       | [ 172 ]                                                                         |
| 15 mai 1922        | Don't Write Letters                 | [ 173 ]                                                                         |
| 23 iulie 1922      | Forget Me Not                       | [ 174 ]                                                                         |
| 26 august 1922     | The Hands of Nara                   | [ 175 ]                                                                         |
| 13 noiembrie 1922  | Enter Madame                        | [ 176 ]                                                                         |
| 20 noiembrie 1922  | The Forgotten Law                   | [ 177 ]                                                                         |
| 26 noiembrie 1922  | The Toll of the Sea                 | [ 178 ]                                                                         |
| 6 noiembrie 1922   | Trifling Women                      | [ 179 ]                                                                         |
| 16 octombrie 1922  | Youth to Youth                      | [ 180 ]                                                                         |
| 6 februarie 1922   | The Golden Gift                     | [ 181 ]                                                                         |
| 18 decembrie 1922  | Peg o' My Heart                     | [ 182 ]                                                                         |
| 17 aprilie 1922    | The Face Between                    | [ 183 ]                                                                         |
| 11 decembrie 1922  | Love in the Darkness                | [ 184 ]                                                                         |
| 27 februarie 1922  | Turn to the Right                   | [ 185 ]                                                                         |
| 1 mai 1922         | Seeing's Believing                  | [ 186 ]                                                                         |
| 12 iunie 1922      | They Like 'Em Rough                 | [ 187 ]                                                                         |
| 4 septembrie 1922  | The Five Dollar Baby                | [ 188 ]                                                                         |
| 9 ianuarie 1922    | The Fourteenth Lover                | [ 189 ]                                                                         |
| 11 septembrie 1922 | The Prisoner of Zenda               | [ 190 ]                                                                         |
| 20 februarie 1922  | The Right That Failed               | [ 191 ]                                                                         |
| 1 octombrie 1923   | Desire                              | [ 192 ]                                                                         |
| 17 septembrie 1923 | Rouged Lips                         | [ 193 ]                                                                         |
| 30 septembrie 1923 | Scaramouche                         | [ 194 ]                                                                         |
| 22 noiembrie 1923  | Held to Answer                      | [ 195 ]                                                                         |
| 1923               | The Social Code                     | [ 196 ]                                                                         |
| 9 aprilie 1923     | Her Fatal Millions                  | [ 197 ]                                                                         |
| 26 noiembrie 1923  | Long Live the King                  | [ 198 ]                                                                         |
| 12 martie 1923     | A Noise in Newboro                  | [ 199 ]                                                                         |
| 15 octombrie 1923  | The Eagle's Feather                 | [ 200 ]                                                                         |
| 5 februarie 1923   | Crinoline and Romance               | [ 201 ]                                                                         |
| 10 decembrie 1923  | In Search of a Thrill               | [ 202 ]                                                                         |
| 24 decembrie 1923  | The Man Life Passed By              | [ 203 ]                                                                         |
| 19 martie 1923     | Where the Pavement Ends             | [ 204 ]                                                                         |
| 1 ianuarie 1923    | Hearts Aflame                       | [ 205 ]                                                                         |
| 12 februarie 1923  | Jazzmania                           | [ 206 ]                                                                         |
| 19 februarie 1923  | The Famous Mrs. Fair                | [ 207 ]                                                                         |
| 25 februarie 1923  | Success                             | [ 208 ]                                                                         |
| 26 februarie 1923  | The Woman of Bronze                 | [ 209 ]                                                                         |
| 5 martie 1923      | Your Friend and Mine                | [ 210 ]                                                                         |
| 16 aprilie 1923    | An Old Sweetheart of Mine           | [ 211 ]                                                                         |
| 30 aprilie 1923    | Cordelia the Magnificent            | [ 212 ]                                                                         |
| 7 mai 1923         | Soul of the Beast                   | [ 213 ]                                                                         |
| 3 septembrie 1923  | The French Doll                     | [ 214 ]                                                                         |
| 5 septembrie 1923  | The White Sister                    | [ 215 ]                                                                         |
| 10 septembrie 1923 | Strangers of the Night              | [ 216 ]                                                                         |
| 19 septembrie 1923 | A Wife's Romance                    | [ 217 ]                                                                         |
| 24 septembrie 1923 | Three Ages                          | [ 218 ]                                                                         |
| 8 octombrie 1923   | The Eternal Struggle                | [ 219 ]                                                                         |
| 5 noiembrie 1923   | Pleasure Mad                        | [ 220 ]                                                                         |
| 19 noiembrie 1923  | Our Hospitality                     | [ 221 ]                                                                         |
| 3 decembrie 1923   | Fashion Row                         | [ 222 ]                                                                         |
| 18 iunie 1923      | The Fog                             | [ 223 ]                                                                         |
| 19 ianuarie 1923   | All the Brothers Were Valiant       | [ 224 ]                                                                         |
| 9 martie 1924      | Happiness                           | [ 225 ]                                                                         |
| 24 ianuarie 1924   | The Heart Bandit                    | [ 226 ]                                                                         |
| 28 ianuarie 1924   | A Fool's Awakening                  | [ 227 ]                                                                         |
| 24 martie 1924     | Don't Doubt Your Husband            | [ 228 ]                                                                         |

## Vezi și
- Listă de filme produse de Metro-Goldwyn-Mayer
- Liste de filme după studio